# Kovácsszénája
Kovácsszénája é um município da Hungria, situado no condado de Baranya. Tem 7,83 km² de área e sua população em 2019 foi estimada em 73 habitantes.